# Nazionale maschile di rugby a 15 della Repubblica Ceca
La nazionale di rugby a 15 della Repubblica Ceca (Česká ragbyová reprezentace) è la squadra di rugby a 15 che rappresenta la Repubblica Ceca a livello internazionale ufficiale. La federazione ceca è stata fondata nel 1993, dopo lo scioglimento della Cecoslovacchia, mentre la federazione slovacca è nata solo alcuni anni dopo.
La nazionale ceca non si è mai qualificata per la Coppa del Mondo, ma partecipa regolarmente al Campionato europeo, dove è attualmente inserita nella 1ª divisione poule B.